# Airline Commander
『Airline Commander』（エアライン・コマンダー）はイタリアのゲーム会社RORTOSが開発した、フライトシミュレーション。

## モード

### 契約と航空路
本作のメインになるモード。
プレイヤーは訓練生からスタートし、操縦の技術を身につけるとともに、順次ランクを上げることで操縦できる旅客機も増えていく。
また、航空路や空港を開拓することもできる。ライセンスを取得したり、航空機を買うごとに、航空路を開拓するためのフライトが解禁され、それをクリアすると、航空路を開拓でき、ある程度開拓すると、新たな空港が解禁されたり、レベルが上がったりする仕組みになっている。また、レベルもある程度上がるとランクが上がる。
そのため、ゲームのおおよその流れは以下の繰り返しとなる。
航空機購入 → 航空路を開拓 → ライセンスの価格までゲーム内通貨を稼ぐ →ライセンス購入 → ライセンス取得 → 航空路開拓 →  新たな航空機の価格までゲーム内通貨を稼ぐ

### 航空機とライセンス
ゲームで扱う航空機がすべて表示され、自社所有の航空機には、ライセンスの一覧が表示される。
ライセンスとは、初期は操作のやり方などを教官に教えてもらいながら覚えていくモードだが、途中から緊急事態に対処する訓練となる。また、これは航空機ごとに設けられており、一機当たり2～9個ある。
極稀に、「さて、ここからはあなたの実力を見せてもらいます。」という教官の言葉から始まり、離着陸を行っている最中、突如緊急事態が発生し、対処する実践形式のライセンスも出現する。しかも、このライセンスは不定期に舞台となる空港が変化する。

### 他の航空会社からのオファー
かつて存在した、自社が所有している航空機をつかって、指定された空港の離陸または着陸を行うモード。
極稀に、エンジンスタート(着陸の際は、エンジンを停止)とタキシングも行う「離陸(フル)」や「着陸(フル)」飛行のすべてをほぼリアルタイムに行う「飛行(フル)」が出現し、普通よりも多く報酬がもらえることがあった。
なお、(フル)とつく場合、タキシングと巡航はスキップが可能で、その分報酬が下がるようになっていた。

## 登場機体
旅客機は実名が用いられてはいるが、各メーカーからライセンスを得ていないためか、一部で実機とコックピットや機体の形状が異なっており、モデリングの再現性が低い機体もある。
使用可能にするには、プレイヤーのランクとレベルを一定数まで上げるとともに、ゲーム内の通貨を貯めて購入する形をとっている。
訓練生
- SAAB 340
- ATR 42

見習い航空機搭乗員
- EMBRAER 140
- CRJ900

航空機搭乗員
- ATR 72
- DHC-8
- EMBRAER 170
- BAE SYSTEMS 146

副操縦士
- EMBRAER 190
- BOEING MD-80
- BOEING 717
  - 名称こそ「717」ではあるが、ボーイング727を双発化したような形状をしている。

機長
- AIRBUS A310
  - 名称こそ「A310」ではあるが、実際には「A318」をモデルとしている。
- BOEING 737
- BOEING MD-90

上級機長
- AIRBUS A320
- AIRBUS A300
- BOEING 757

司令官
- BOEING 767
  - コックピットは777になっている。
- BOEING 777
- AIRBUS A330
- AIRBUS A340

上級司令官
- BOEING 787
- AIRBUS A350

エアライン・コマンダー
- BOEING 747
  - コックピットは747-400になっている。
- AIRBUS A380

エアライン・コマンダー+
- LEARJET 35A
- BOEING 777-300ER